# Sportverein Stuttgarter Kickers 1963-1964
Questa voce raccoglie le informazioni riguardanti lo Sportverein Stuttgarter Kickers nelle competizioni ufficiali della stagione 1963-1964.

## Stagione
Nella stagione 1963-1964 lo Stuttgarter Kickers, allenato da Hans Eberle, concluse il campionato di Regionalliga sud al 14º posto. In Coppa di Germania lo Stuttgarter Kickers fu eliminato al primo turno dal Phönix Ludwigshafen.

## Rosa
| N. |                     | Ruolo | Calciatore       |
| -- | ------------------- | ----- | ---------------- |
|    | Germania (bandiera) | P     | Günther Bär      |
|    | Germania (bandiera) | P     | Siegfried Gräter |
|    | Germania (bandiera) | D     | Herbert Binder   |
|    | Germania (bandiera) | D     | Herbert Dienelt  |
|    | Germania (bandiera) | D     | Rainer Schmitt   |
|    | Germania (bandiera) | D     | Rolf Steeb       |
|    | Germania (bandiera) | D     | Manfred Weber    |

| N. |                     | Ruolo | Calciatore           |
| -- | ------------------- | ----- | -------------------- |
|    | Ungheria (bandiera) | C     | Pál Csernai          |
|    | Germania (bandiera) | C     | Werner Weiß          |
|    | Germania (bandiera) | A     | Helmut Fürther       |
|    | Germania (bandiera) | A     | Ludwig Hinterstocker |
|    | Germania (bandiera) | A     | Werner Huber         |
|    | Germania (bandiera) | A     | Manfred Ruoff        |
|    | Germania (bandiera) | A     | Ernst Tippelt        |

## Organigramma societario
Area tecnica
- Allenatore: Hans Eberle
- Allenatore in seconda:
- Preparatore dei portieri:
- Preparatori atletici:
- Analisi video:

## Calciomercato

### Sessione estiva
| Acquisti | Acquisti           | Acquisti              | Acquisti |
| R.       | Nome               | da                    | Modalità |
| -------- | ------------------ | --------------------- | -------- |
| A        | Helmut Fürther     | Greuther Fürth        |          |
| A        | Manfred Ruoff      | Ulma                  |          |
|          | Hermann Sodermanns | 1. FC Pforzheim       |          |
| D        | Manfred Weber      | Kickers Stoccarda U19 |          |

| Cessioni | Cessioni         | Cessioni   | Cessioni |
| R.       | Nome             | a          | Modalità |
| -------- | ---------------- | ---------- | -------- |
| A        | Knut Tagliaferri | Reutlingen |          |
| C        | Heinz Wendel     | Reutlingen |          |

## Risultati

### Regionalliga

#### Girone di andata
| Augusta 4 agosto 1963 1ª giornata | Schwaben Augusta | 0 – 0 referto | Kickers Stoccarda | Rosenaustadion (7 000 spett.)\| Arbitro: \| Jacobi \| |
| Arbitro:                          | Jacobi           |               |                   |                                                       |

| Arbitro: | Tschenscher |

|               |           |                                                            |
| Höflinger 54’ | Marcatori | 13’, 41’, 49’, 74’, 86’, 90’ Ohlhauser 43’, 45’ Brenninger |

| Arbitro: | Schreiner |

|                                                                                  |           |  |
| Steeb 16’ (aut.) Lindner 20’, 50’ Richter 25’ Hinterstocker 45’ (aut.) Greim 78’ | Marcatori |  |

| Arbitro: | Kandlbinder |

|               |           |  |
| Ruoff 9’, 64’ | Marcatori |  |

| Arbitro: | Hager |

|                              |           |  |
| Hoffmann 23’ Bopp 30’ (aut.) | Marcatori |  |

| Arbitro: | Bien |

|                                            |           |             |
| Sodermanns 5’ Höflinger 47’ Ruoff 59’, 80’ | Marcatori | 14’ Slatina |

| Arbitro: | Handwerker |

|             |           |                |
| Linkert 23’ | Marcatori | 85’ Sodermanns |

| Arbitro: | Heumann |

|           |           |  |
| Ruoff 44’ | Marcatori |  |

| Friburgo in Brisgovia 6 ottobre 1963 9ª giornata | Freiburger | 0 – 0 referto | Kickers Stoccarda | Sportanlage Am Schönbergstadion (4 000 spett.)\| Arbitro: \| Fritz \| |
| Arbitro:                                         | Fritz      |               |                   |                                                                       |

| Arbitro: | Oppermann |

|            |           |             |
| Hilmer 23’ | Marcatori | 42’ Dienelt |

| Stoccarda 20 ottobre 1963 11ª giornata | Kickers Stoccarda | 0 – 0 referto | Kickers Offenbach | Kickers-Stadion (4 000 spett.)\| Arbitro: \| Fischer \| |
| Arbitro:                               | Fischer           |               |                   |                                                         |

| Arbitro: | Mathieu |

|                                                     |           |             |
| Kuster 36’, 67’, 72’ Jendrosch 41’, 79’ Huttary 85’ | Marcatori | 26’ Fürther |

| Arbitro: | Häßler |

|                                                  |           |             |
| Sodermanns 10’ Fürther 31’, 59’, 81’ Riester 44’ | Marcatori | 61’ Somogyi |

| Stoccarda 9 novembre 1963 14ª giornata         | Kickers Stoccarda | 1 – 0 referto | 03 Neu-Isenburg | Kickers-Stadion (3 000 spett.) |
| \| \| \| \| \| Heinrich 34’ \| Marcatori \| \| |                   |               |                 |                                |
|                                                |                   |               |                 |                                |
| Heinrich 34’                                   | Marcatori         |               |                 |                                |

| Arbitro: | Scheuring |

|           |           |              |
| Krauß 26’ | Marcatori | 23’ Heinrich |

| Arbitro: | Kandlbinder |

|  |           |                        |
|  | Marcatori | 8’ Sattler 79’ Gresens |

| Arbitro: | Schreiner |

|  |           |              |
|  | Marcatori | 65’ Heinrich |

| Arbitro: | Eisemann |

|                          |           |             |
| Sodermanns 56’ Ruoff 75’ | Marcatori | 2’ Pastoors |

| Arbitro: | Rodenhausen |

|                                         |           |  |
| Schüning 65’ Kirchner 78’ Bast 84’, 90’ | Marcatori |  |

#### Girone di ritorno
| Arbitro: | Jacobi |

|                            |           |  |
| Erhardt 55’ Brenninger 75’ | Marcatori |  |

| Arbitro: | Alt |

|           |           |                                       |
| Vogel 35’ | Marcatori | 33’, 80’ Friedrich 65’ Öhm 83’ Reißer |

| Arbitro: | Gusenburger |

|                                        |           |                     |
| Schlüter 6’ Straub 33’, 66’ Müller 40’ | Marcatori | 44’ Ruoff 59’ Steeb |

| Arbitro: | Geisert |

|                |           |                                           |
| Vogel 66’, 73’ | Marcatori | 35’ Hoffmann 49’ Siebert 54’, 78’ Stocker |

| Ingolstadt 26 gennaio 1964 24ª giornata         | ESV Ingolstadt | 1 – 0 referto | Kickers Stoccarda | ESV-Stadion (6 500 spett.) |
| \| \| \| \| \| Mikulasch 81’ \| Marcatori \| \| |                |               |                   |                            |
|                                                 |                |               |                   |                            |
| Mikulasch 81’                                   | Marcatori      |               |                   |                            |

| Arbitro: | Wengenmayer |

|                                                       |           |  |
| Fürther 13’ Huber 16’, 43’ Dienelt 40’ Sodermanns 87’ | Marcatori |  |

| Arbitro: | Sparing |

|                |           |                          |
| Rosanowski 60’ | Marcatori | 47’ Ruoff 82’ Sodermanns |

| Arbitro: | Saal |

|           |           |                |
| Vogel 22’ | Marcatori | 44’ Studenroth |

| Arbitro: | Conrad |

|                        |           |                      |
| Heinrich 77’ Ruoff 89’ | Marcatori | 2’ Masurek 4’ Gunkel |

| Arbitro: | Riegg |

|                                 |           |                         |
| Süß 9’ Nuber 38’ Tripp 48’, 80’ | Marcatori | 13’ Sodermanns 23’ Bopp |

| Arbitro: | Heumann |

|                     |           |  |
| Ruoff 13’ Vogel 66’ | Marcatori |  |

| Arbitro: | Oppermann |

|                                          |           |                      |
| Somogyi 22’ Stöhr 42’ Schwarzfischer 59’ | Marcatori | 3’ Vogel 77’ Tippelt |

| Arbitro: | Häßler |

|                 |           |  |
| Reuter 27’, 43’ | Marcatori |  |

| Arbitro: | Kistner |

|                        |           |          |
| Heinrich 20’ Ruoff 85’ | Marcatori | 49’ John |

| Reutlingen 18 aprile 1964 34ª giornata                                                               | Reutlingen | 3 – 3 referto                 | Kickers Stoccarda | Stadion an der Kreuzeiche (2 500 spett.) |
| \| \| \| \| \| Kasperski 15’ Kostorz 60’ Kammal 75’ \| Marcatori \| 55’, 83’ Fürther 87’ Heinrich \| |            |                               |                   |                                          |
| |            |                               |                   |                                          |
| Kasperski 15’ Kostorz 60’ Kammal 75’                                                                 | Marcatori  | 55’, 83’ Fürther 87’ Heinrich |                   |                                          |

| Arbitro: | Eisemann |

|                             |           |                            |
| Steeb 37’ Schmid 76’ (aut.) | Marcatori | 14’, 59’ Knopf 26’ Brzuske |

| Arbitro: | Mohrs |

|                        |           |  |
| Pastoors 23’ Kraus 38’ | Marcatori |  |

| Arbitro: | Güller |

|  |           |                                  |
|  | Marcatori | 54’ Kirchner 78’ Sagray 83’ Bast |

| Arbitro: | Jacobi |

|                                           |           |  |
| Vogel 14’, 30’, 72’ Huber 42’ Tippelt 89’ | Marcatori |  |

### Coppa di Germania
| Arbitro: | Hense |

|  |           |                                          |
|  | Marcatori | 24’ Krämer 63’ Schwanczar 89’ Armbruster |

## Statistiche

### Statistiche di squadra
| Competizione      | Punti | In casa | In casa | In casa | In casa | In casa | In casa | In trasferta | In trasferta | In trasferta | In trasferta | In trasferta | In trasferta | Totale | Totale | Totale | Totale | Totale | Totale | DR  |
| Competizione      | Punti | G       | V       | N       | P       | Gf      | Gs      | G            | V            | N            | P            | Gf           | Gs           | G      | V      | N      | P      | Gf     | Gs     | DR  |
| ----------------- | ----- | ------- | ------- | ------- | ------- | ------- | ------- | ------------ | ------------ | ------------ | ------------ | ------------ | ------------ | ------ | ------ | ------ | ------ | ------ | ------ | --- |
| Regionalliga sud  | 33    | 19      | 10      | 3       | 6       | 38      | 31      | 19           | 2            | 6            | 11           | 16           | 43           | 38     | 12     | 9      | 17     | 54     | 74     | -20 |
| Coppa di Germania | -     | 1       | 0       | 0       | 1       | 0       | 3       | 0            | 0            | 0            | 0            | 0            | 0            | 1      | 0      | 0      | 1      | 0      | 3      | -3  |
| Totale            | 33    | 20      | 10      | 3       | 7       | 38      | 34      | 19           | 2            | 6            | 11           | 16           | 43           | 39     | 12     | 9      | 18     | 54     | 77     | -23 |

### Andamento in campionato
| Giornata  | 1  | 2  | 3  | 4  | 5  | 6  | 7  | 8  | 9  | 10 | 11 | 12 | 13 | 14 | 15 | 16 | 17 | 18 | 19 | 20 | 21 | 22 | 23 | 24 | 25 | 26 | 27 | 28 | 29 | 30 | 31 | 32 | 33 | 34 | 35 | 36 | 37 | 38 |
| --------- | -- | -- | -- | -- | -- | -- | -- | -- | -- | -- | -- | -- | -- | -- | -- | -- | -- | -- | -- | -- | -- | -- | -- | -- | -- | -- | -- | -- | -- | -- | -- | -- | -- | -- | -- | -- | -- | -- |
| Luogo     | T  | C  | T  | C  | T  | C  | T  | C  | T  | T  | C  | T  | C  | C  | T  | C  | T  | C  | T  | T  | C  | T  | C  | T  | C  | T  | C  | C  | T  | C  | T  | T  | C  | T  | C  | T  | C  | C  |
| Risultato | N  | P  | P  | V  | P  | V  | N  | V  | N  | N  | N  | P  | V  | V  | N  | P  | V  | V  | P  | P  | P  | P  | P  | P  | V  | V  | N  | N  | P  | V  | P  | P  | V  | N  | P  | P  | P  | V  |
| Posizione | 14 | 18 | 19 | 15 | 18 | 13 | 13 | 11 | 10 | 10 | 10 | 11 | 11 | 9  | 9  | 10 | 8  | 8  | 8  | 10 | 10 | 12 | 12 | 13 | 12 | 12 | 12 | 11 | 11 | 10 | 12 | 13 | 13 | 12 | 13 | 14 | 15 | 14 |

Legenda:

Luogo: C = Casa; T = Trasferta. Risultato: V = Vittoria; N = Pareggio; P = Sconfitta.

### Statistiche dei giocatori
| Giocatore        | Regionalliga sud | Regionalliga sud | Regionalliga sud | Regionalliga sud | Coppa di Germania | Coppa di Germania | Coppa di Germania | Coppa di Germania | Totale   | Totale | Totale      | Totale     |
| Giocatore        | Presenze         | Reti             | Ammonizioni      | Espulsioni       | Presenze          | Reti              | Ammonizioni       | Espulsioni        | Presenze | Reti   | Ammonizioni | Espulsioni |
| ---------------- | ---------------- | ---------------- | ---------------- | ---------------- | ----------------- | ----------------- | ----------------- | ----------------- | -------- | ------ | ----------- | ---------- |
| H. Binder        | 26               | 0                | 0                | 1                | 1                 | 0                 | 0                 | 0                 | 27       | 0      | 0           | 1          |
| M. Bopp          | 14               | 1                | 0                | 0                | 1                 | 0                 | 0                 | 0                 | 15       | 1      | 0           | 0          |
| G. Bär           | 27               | 0                | 0                | 0                | 0                 | 0                 | 0                 | 0                 | 27       | 0      | 0           | 0          |
| P. Csernai       | 8                | 0                | 0                | 0                | 0                 | 0                 | 0                 | 0                 | 8        | 0      | 0           | 0          |
| H. Dienelt       | 31               | 2                | 0                | 0                | 1                 | 0                 | 0                 | 0                 | 32       | 2      | 0           | 0          |
| H. Fürther       | 25               | 7                | 0                | 0                | 0                 | 0                 | 0                 | 0                 | 25       | 7      | 0           | 0          |
| S. Gräter        | 11               | 0                | 0                | 0                | 1                 | 0                 | 0                 | 0                 | 12       | 0      | 0           | 0          |
| H. Haupt         | 12               | 0                | 0                | 0                | 1                 | 0                 | 0                 | 0                 | 13       | 0      | 0           | 0          |
| W. Heinrich      | 25               | 6                | 0                | 0                | 0                 | 0                 | 0                 | 0                 | 25       | 6      | 0           | 0          |
| L. Hinterstocker | 18               | 0                | 0                | 0                | 1                 | 0                 | 0                 | 0                 | 19       | 0      | 0           | 0          |
| W. Huber         | 23               | 3                | 0                | 0                | 1                 | 0                 | 0                 | 0                 | 24       | 3      | 0           | 0          |
| W. Höflinger     | 11               | 2                | 0                | 0                | 0                 | 0                 | 0                 | 0                 | 11       | 2      | 0           | 0          |
| H. Riester       | 4                | 1                | 0                | 0                | 1                 | 0                 | 0                 | 0                 | 5        | 1      | 0           | 0          |
| M. Ruoff         | 32               | 11               | 0                | 0                | 1                 | 0                 | 0                 | 0                 | 33       | 11     | 0           | 0          |
| R. Schmitt       | 5                | 0                | 0                | 0                | 0                 | 0                 | 0                 | 0                 | 5        | 0      | 0           | 0          |
| H. Sodermanns    | 35               | 7                | 0                | 0                | 1                 | 0                 | 0                 | 0                 | 36       | 7      | 0           | 0          |
| R. Steeb         | 35               | 2                | 0                | 0                | 0                 | 0                 | 0                 | 0                 | 35       | 2      | 0           | 0          |
| E. Tippelt       | 19               | 2                | 0                | 0                | 0                 | 0                 | 0                 | 0                 | 19       | 2      | 0           | 0          |
| W. Vogel         | 24               | 9                | 0                | 0                | 1                 | 0                 | 0                 | 0                 | 25       | 9      | 0           | 0          |
| M. Weber         | 23               | 0                | 0                | 0                | 0                 | 0                 | 0                 | 0                 | 23       | 0      | 0           | 0          |
| W. Weiß          | 10               | 0                | 0                | 0                | 0                 | 0                 | 0                 | 0                 | 10       | 0      | 0           | 0          |